# بقیع
قبرستان بَقیع (به عربی: مقبرة ٱلْبَقِيْع) قدیمی‌ترین و اولین قبرستان اسلامی مدینه است که در منطقه حجازی عربستان کنونی واقع شده‌است. به بقيع الغرقد نیز معروف است (به عربی: بَقِيْع الْغَرْقَد‎ به معنی بقیع شمشاد).
بنا بر گزارش‌های اسلامی، بقیع توسط محمد تأسیس شده‌است و به عنوان محل دفن بسیاری از بستگان و یاران او است و آن را به عنوان یکی از دو قبرستان مقدس در سنت اسلامی معرفی می‌کنند. بناهای یادبود و مساجد ساخته شده در بقیع یا نزدیک آن در زمانِ امارت درعیه در سال ۱۸۰۶ تخریب شد. پس از بازسازی، مجدداً در سال ۱۹۲۶ و بر اساس تفسیر وهابی آنها از شریعت اسلام در مورد بت پرستی، تحت سلطنت نجد تخریب شدند. این تخریب‌ها در سراسر جهان اسلام محکوم شد، اما دولت سعودی درخواست بازسازی دوباره را رد کرده است.
عده بسیاری از اهل‌بیت و صحابه محمد از جمله چهار تن از امامان شیعه (حسن مجتبی، سجاد، محمد باقر و جعفر صادق) در این مکان دفن شده‌اند.

## تاریخچه
پیشینهٔ تاریخی بقیع به دوران قبل از اسلام می‌رسد ولی در کتب تاریخی به روشنی قدمت تاریخی آن مشخص نشده‌است. بعد از هجرت مسلمانان به مدینه، بقیع تنها قبرستان مسلمانان بوده، مردم مدینه قبل از آمدن مسلمانان به آن‌جا اجساد مردگان خود را در دو گورستان «بنی‌حرام» و «بنی‌سالم» و گاهی نیز در خانه‌های‌شان دفن می‌کردند و در واقع بقیع اولین قبرستانی است که به دستور محمد و توسط مسلمانان صدر اسلام ساخته شد.
بر اساس روایت اسلامی اولین کسی که در آنجا به توصیه محمد دفن شد، عثمان بن مظعون بود که از دوستان نزدیک محمد و علی بن ابی‌طالب به‌شمار می‌رفت.
محمد بن عبدالله برخی از کشته شدگان جنگ اُحُد (زخمی‌هایی که در مدینه درگذشته بودند) و یکی از فرزندانش بنام ابراهیم را در آنجا به خاک سپرد. به نوشته تاریخ طبری عثمان بن عفان در قبرستان یهودی‌های مدینه به نام حش کوکب دفن شد، اما بعدها بنی‌امیه بقیع را به قدری وسعت داد که قبر عثمان در بقیع قرار گرفت.
قبرستان بقیع در چند قدمی مسجدالنبی قرار دارد.

### ویرانی قبور

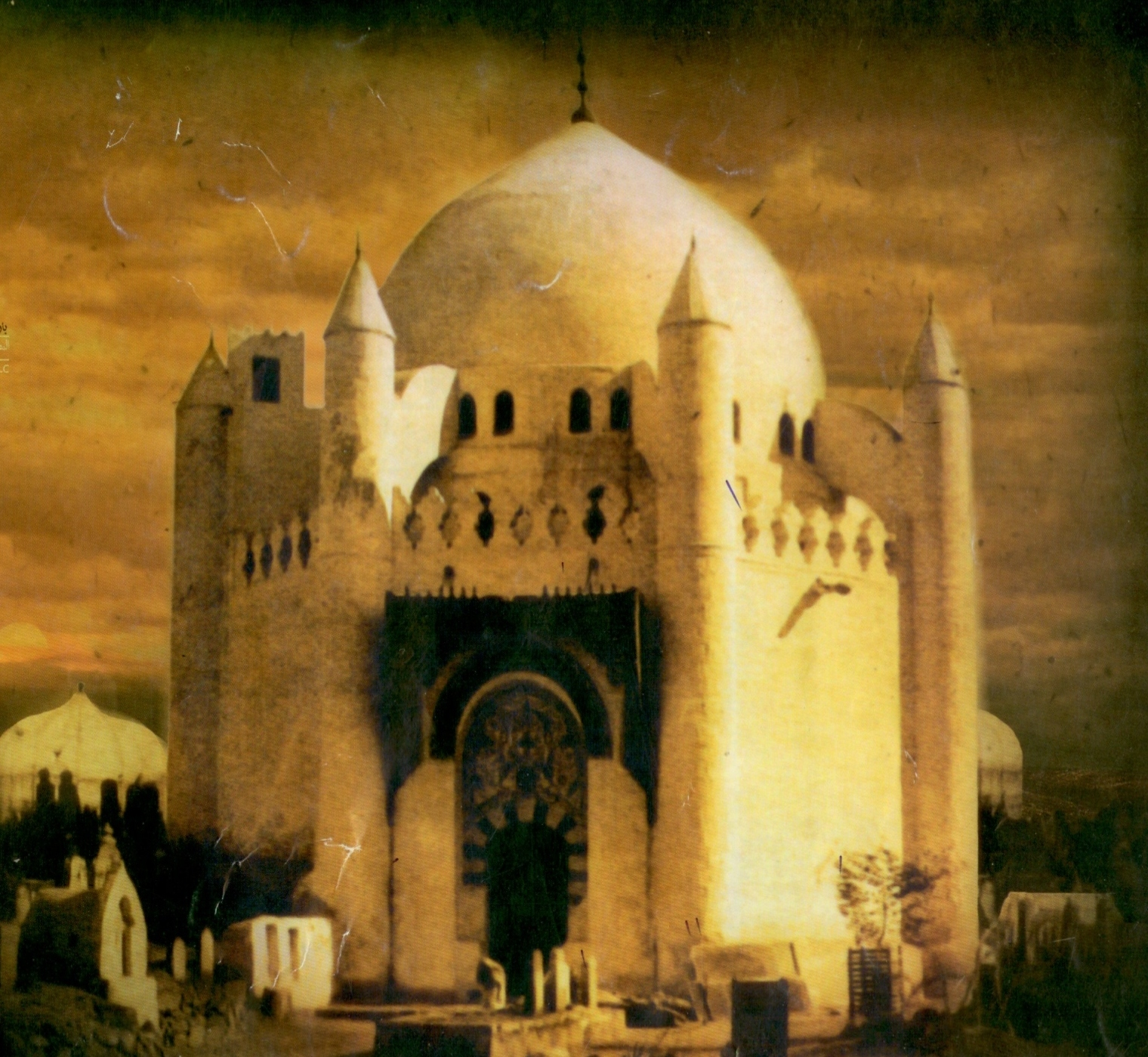
آرامگاه چهار امام شیعه در بقیع، پیش از تخریب در سال ۱۳۰۵ خورشیدی

#### تخریب اول

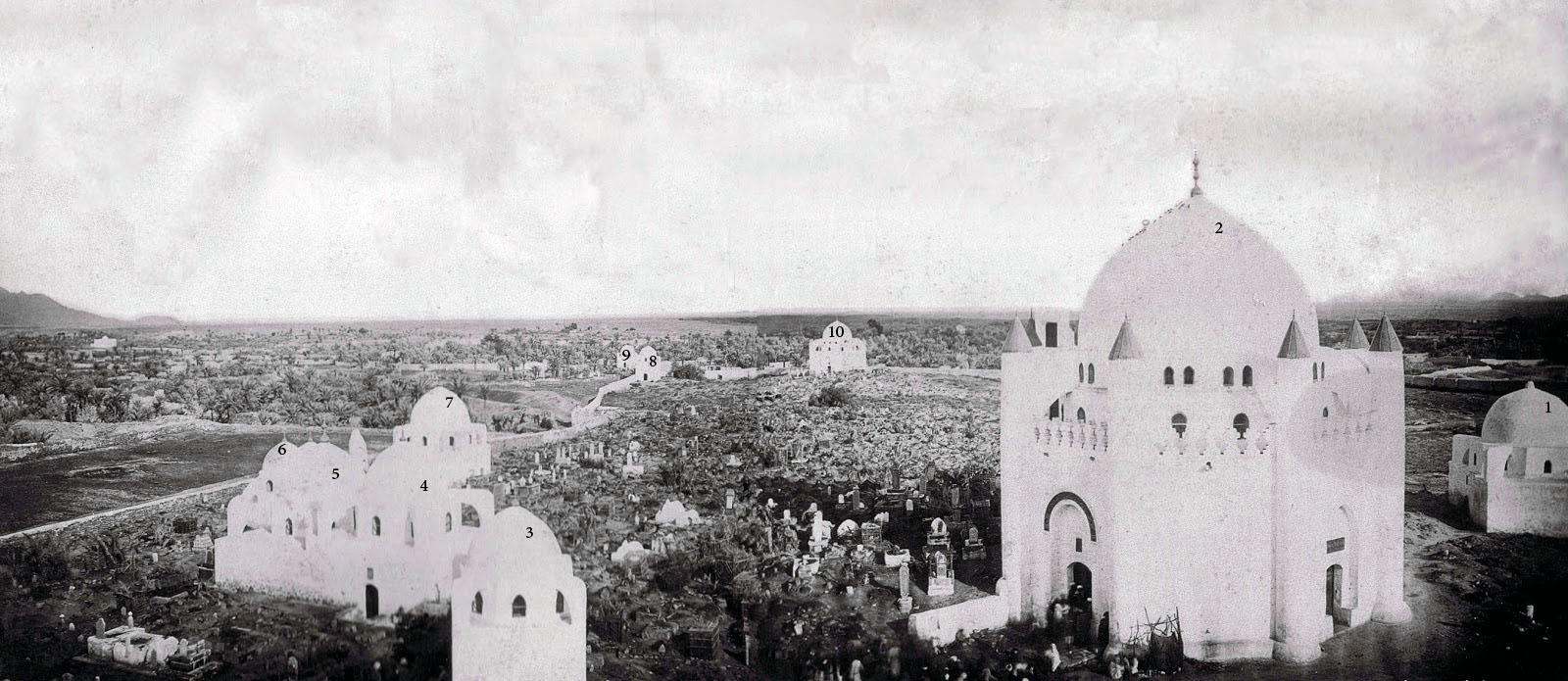
نمایی از بقیع و بقعه‌های آن قبل از تخریب: ۱. بیت‌الاحزان ۲. آرامگاه چهار امام شیعیان ۳. دختران محمد ۴. همسران محمد ۵. عقیل بن ابی‌طالب و عبدالله بن جعفر ۶. مالک بن انس و نافع مدنی ۷. ابراهیم بن محمد ۸. حلیمه سعدیه ۹. ابوسعید خدری ۱۰. عثمان خلیفه سوم

این گورستان توسط نیروهای وفادار به اتحاد وهابی-سعودی در سال های ۱۸۰۶ و ۱۹۲۵ (یا ۱۹۲۶) تخریب شد.
در آغاز قرن نوزدهم، در جریان تسلط وهابیان بر مکه و مدینه در سال ۱۸۰۶، بسیاری از بناهای مذهبی، از جمله مقبره‌ها و مساجد، ویران شدند. این تخریب هم در داخل و هم در خارج از بقیع براساس تفسیر وهابی از عقاید اسلامی مبنی بر نهی از بت پرستی، رخ داده است. این بناها به دلیل ادعای وهابیان مبنی بر عبادت قبور با خاک یکسان شد.

#### تخریب دوم
آل سعود در سال ۱۹۲۴ یا ۱۹۲۵ کنترل حجاز را دوباره به دست گرفت. سال بعد، ملک ابن سعود با مجوز مذهبی که توسط قادی عبدالله بن بلیهد صادر شد، اجازه تخریب این مکان را صادر کرد. تخریب در ۲۱ آوریل ۱۹۲۶ (یا ۱۹۲۵) توسط اخوان، یک گروه شبه نظامی مذهبی وهابی آغاز شد. تخریب شامل از بین‌بردن "حتی ساده‌ترین سنگ قبرها" بود. الدون راتر، مسلمان بریتانیایی، تخریب را به زلزله تشبیه کرد: «در سرتاسر گورستان، چیزی جز تپه‌های نامشخص کمی از خاک و سنگ، تکه‌های الوار، میله‌های آهنی، بلوک‌های سنگ و قلوه سنگ شکسته از سیمان و آجر دیده نمی‌شد.
بحث تخریب دوم در مجلس شورای ملی مطرح شد و جمعی از نمایندگان برای بررسی به حجاز اعزام شدند. در سال‌های اخیر (۱۳۶۱) تلاش‌هایی از سوی علما و شخصیت‌های سیاسی ایرانی برای مرمت قبرستان و زیارتگاه‌های آن صورت گرفته‌است. هر دو جامعه سنی و شیعه به تخریب اعتراض کردند، و تجمعات سالانه برگزار می‌شود. این روز به عنوان یاوم غم ("روز اندوه ") در نظر گرفته شده‌است. متکلمان و روشنفکران برجسته اهل سنت وضعیت «ناشایست» قبرستان بقیع را محکوم کردند. با این حال، مقامات سعودی همه انتقادات را نادیده گرفته و هرگونه درخواست برای بازسازی قبور و مقبره‌ها را رد کرده‌اند.

وهابیان در ۸ شوال ۱۳۴۴ (۱۹۲۵م) آرامگاه امامان بقیع را ویران کردند. که به این روز یوم الهدم می‌گویند.
تا آن زمان بر روی مزارهای پیشوایان و دیگر بزرگان اسلام که در مدینه مدفون بودند گنبدها و بناهایی قرار داشت. پیشوایان بقیع در بقعه بزرگی که به‌طور هشت ضلعی ساخته شده بود و اندرون و گنبد آن سفیدکاری شده بود مدفون بودند. پس از تسلط وهابیان بر مدینه آن‌ها آرامگاه‌هایی که بر روی قبور قرار داشت را از بین بردند. در پی این رویداد بارگاه حسن مجتبی، سجاد، محمد باقر و جعفر صادق ویران شد و علاوه بر آن مقبره خدیجه همسر، عبدالله بن عبدالمطلب پدر و آمنه مادر محمد (در گورستان ابوطالب واقع در مکه) نیز به‌طور کامل ویران شد.
این اقدام وهابیان اعتراضاتی را در پی داشت.

## مدفونان در بقیع
تقریباً تمامی صحابه محمد و شخصیت‌های صدر اسلام در این گورستان دفن شده‌اند. با این وجود تعداد اندکی از قبرها دارای محل دقیق و شناخته شده هستند. قبور ۲۴ نفر از خاندان محمد (اهل بیت) دارای قبر مشخص هستند. این افراد عبارتند از:
- حلیمه دایه (مادر رضاعی) محمد
- تمامی همسران محمد (غیر از خدیجه که در گورستان ابوطالب مکه مدفون است و میمونه): جویریه، ام‌سلمه، زینب بنت جحش، زینب بنت خزیمه، سوده، حفصه، صفیه، ام‌حبیبه، عایشه
- ابراهیم بن محمد
- همه دختران محمد: زینب، رقیه و ام‌کلثوم؛ فاطمه زهرا نیز گرچه به ظن قریب به یقین در بقیع دفن شده ولی محل دقیق دفن وی نامشخص است.
- چهارتن از امام شیعیان: حسن مجتبی، سجاد، محمد باقر و جعفر صادق
- فاطمه بنت اسد مادر علی
- عباس بن عبدالمطلب عموی محمد
- خدیجه کبری دختر علی[۱۷]
- ام‌البنین همسر علی و مادر عباس بن علی
- صفیه، عمه محمد و علی[۱۸][۱۹][۲۰]
- نمایی از قبرستان بقیععاتکه، عمه محمد و علی[۲۱]
- جمانه، خواهر علی و دخترعموی محمد[۲۲]
- اروی، عمه محمد و علی
- عقیل بن ابی‌طالب
- عبدالله بن جعفر

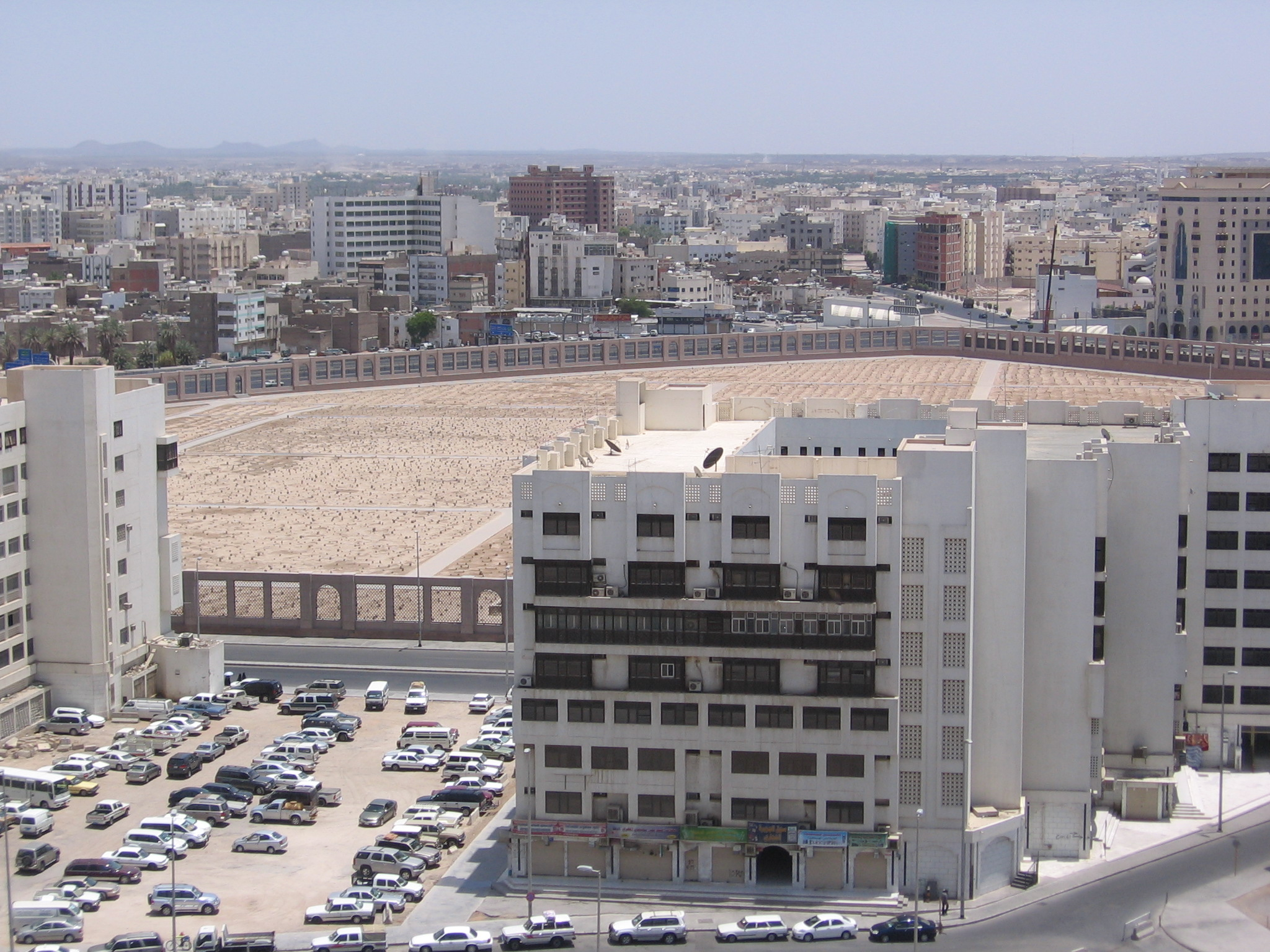
نمایی از قبرستان بقیع

بجز قبر اهل بیت محمد، قبر چهار تن از صحابه نیز مشخص است:
- عثمان
- ابوسعید خدری
- مالک بن انس
- نافع مدنی

## ویژگی‌های قبرستان بقیع در گذشته

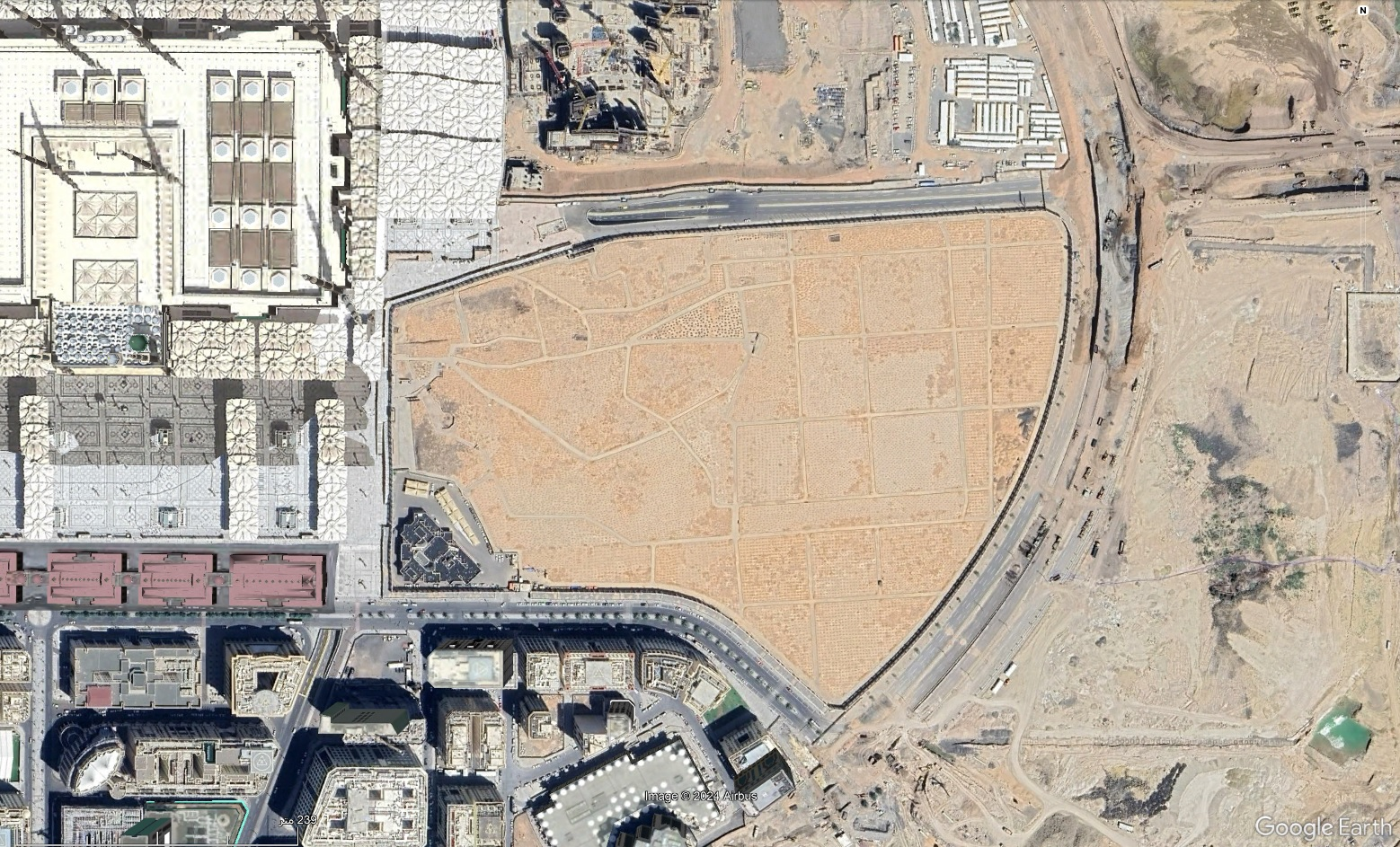
تصویر هوایی قبرستان بقیع - سال ۲۰۲۳

حرم بقیع دارای دو درب ورودی بوده که یک درب همیشه بسته، و درب دیگر، ساعاتی از روز بر روی زائران باز بوده‌است. حرم بقیع حالت هشت ضلعی داشته‌است. میرزا محمدحسین گلبن فراهانی در سفرنامه‌اش این‌گونه آورده‌است که:
اول چهار نفر از دوازده امام است که در بقعهٔ بزرگی که به صورت هشت‌ضلعی ساخته شده و اندرون و گنبد آن سفیدکاری است.
ویژگی بعدی، داشتن محراب است و این که حرم، خادمانی نیز داشته‌است. حرم ائمهٔ بقیع مانند سایر حرم‌ها دارای ضریح، روپوش، چلچراغ، شمعدان و فرش بوده‌است. ابن‌جبیر می‌نویسد: قبرشان بزرگ و از سطح زمین بلندتر و دارای ضریحی از چوب می‌باشد که بدیع‌ترین و زیباترین نمونه‌است از نظر فن و هنر؛ و نقوشی برجسته از جنس مس بر روی آن ترسیم شده و میخ‌کوبی‌هایی به جالب‌ترین شکل در آن تعبیه شده که نمای آن را زیباتر و جالب‌تر نموده‌است.
محمد لبیب مصری که در سال ۱۳۲۷ هـ. ق به مدینه سفر کرده، می‌نویسد:
در آن‌جا گنبدی معروف به «قبه‌البین» قرار دارد که حجره‌ای در آن وجود دارد و در میان آن گودالی است که ادعا می‌کنند، جایگاه افتادن دندان پیامبر است؛ و ضریح امام حسن در داخل قبه‌ای است و از فلز ساخته شده‌است و خطوط فارسی بر آن نقش بسته‌است. به گمانم از آثار شیعیان عجم باشد.

## نگارخانه

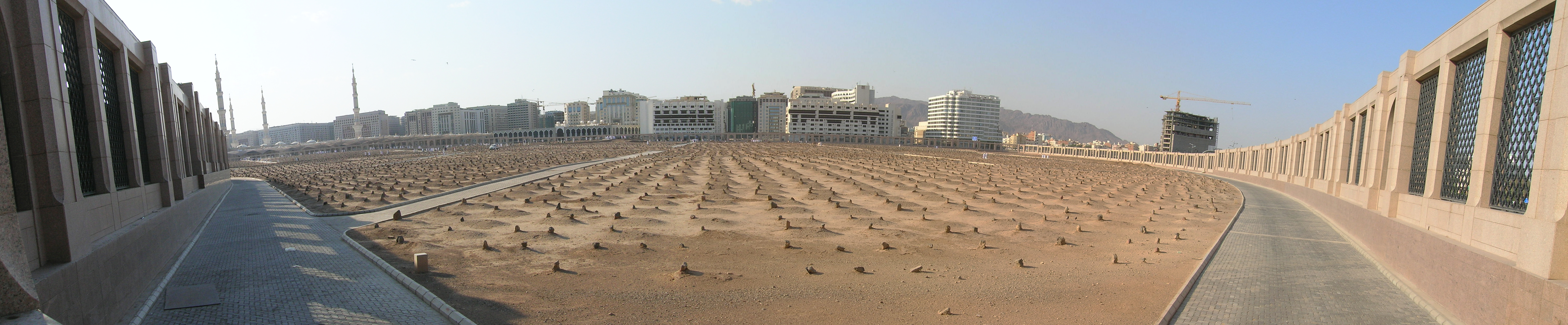
پانورامایی از نمای امروزی بقیع
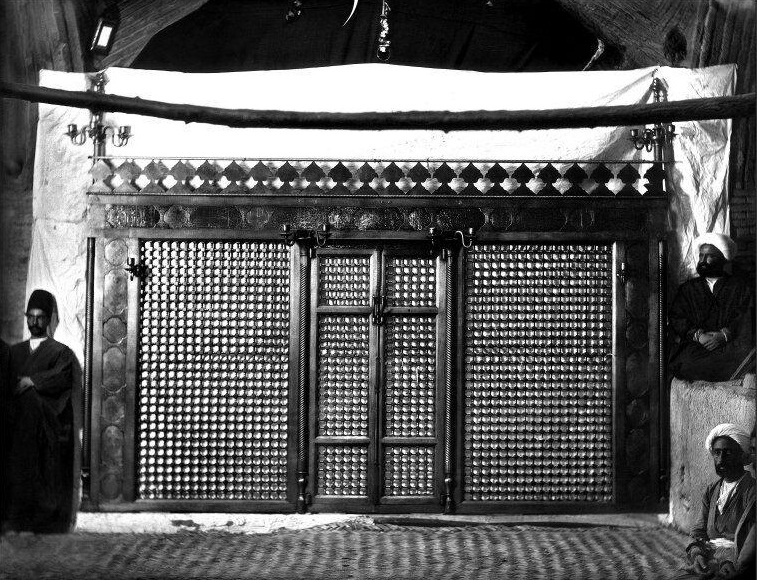
آخرین ضریح ائمه بقیع که بعد از انهدام بقاع، قطعه قطعه شد. این تصویر هنگام ساخت ضریح در اصفهان گرفته شده و عکاس آن ارنست هولتسر است.
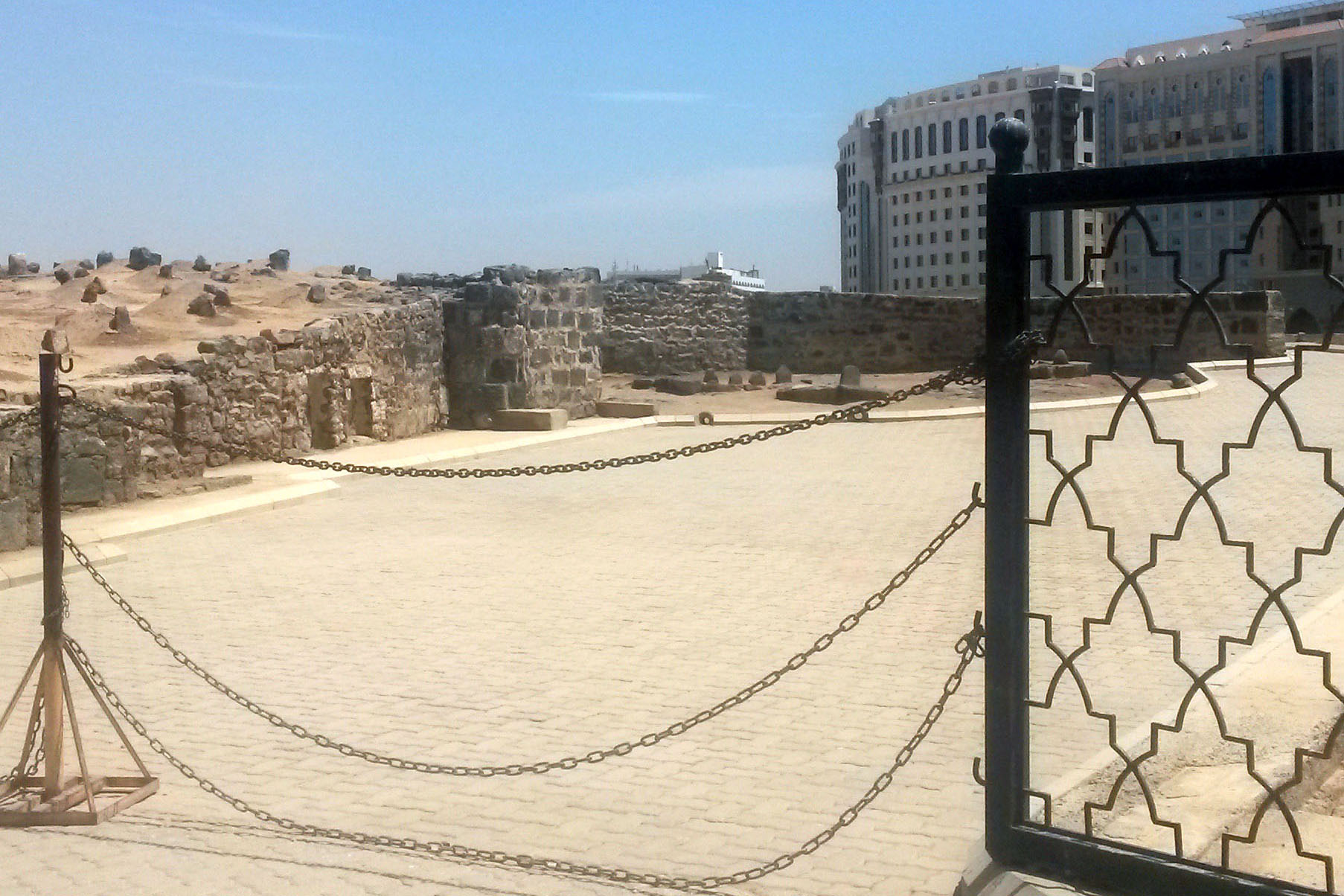
قبر جلو فاطمه بنت اسد ، چهار قبر پشت آن راست به چپ حسن مجتبی، علی بن حسین، محمد باقر و جعفر صادق و قبر تکی سمت راست عباس عموی محمد
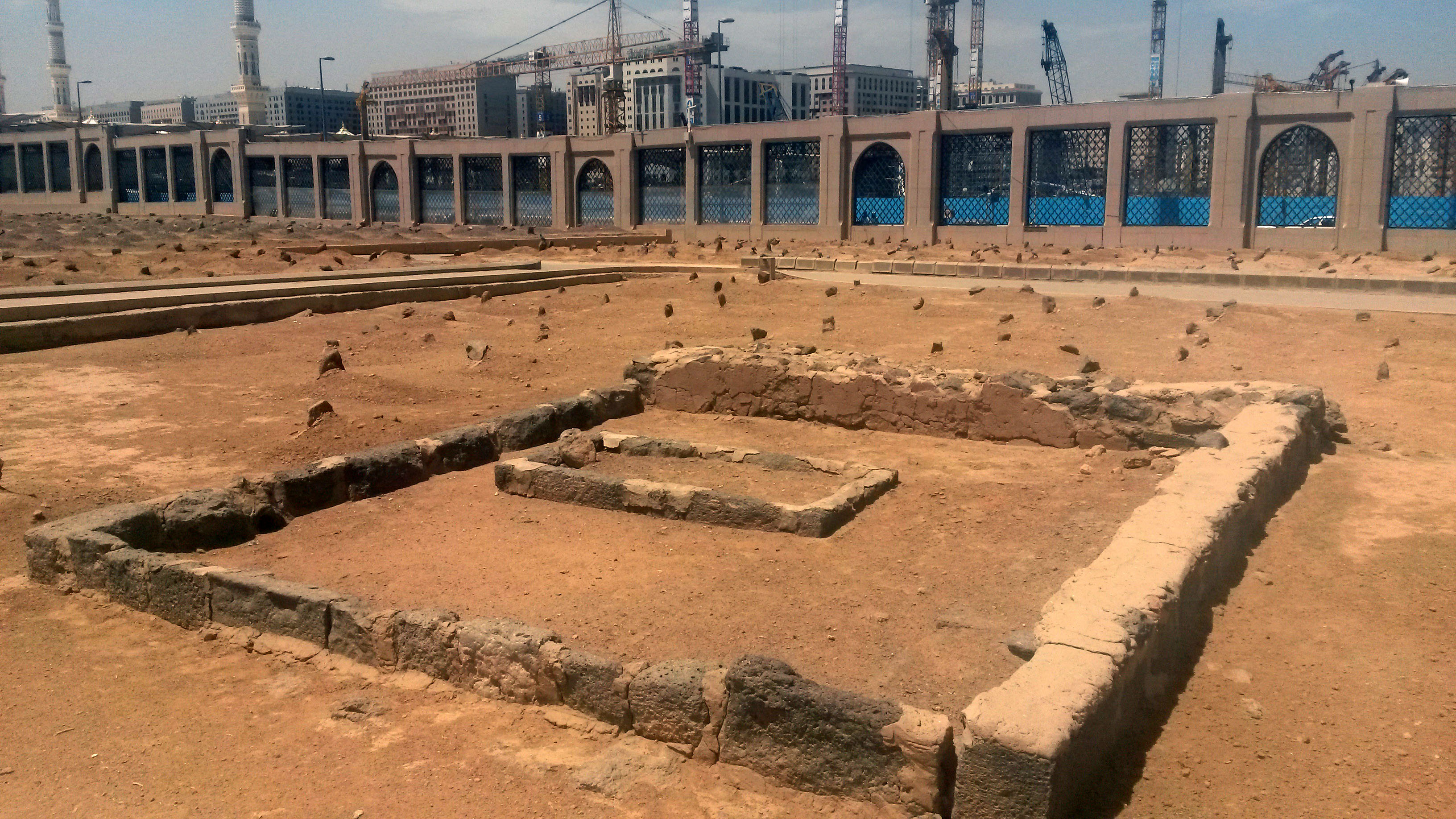
حلیمه دایه محمد
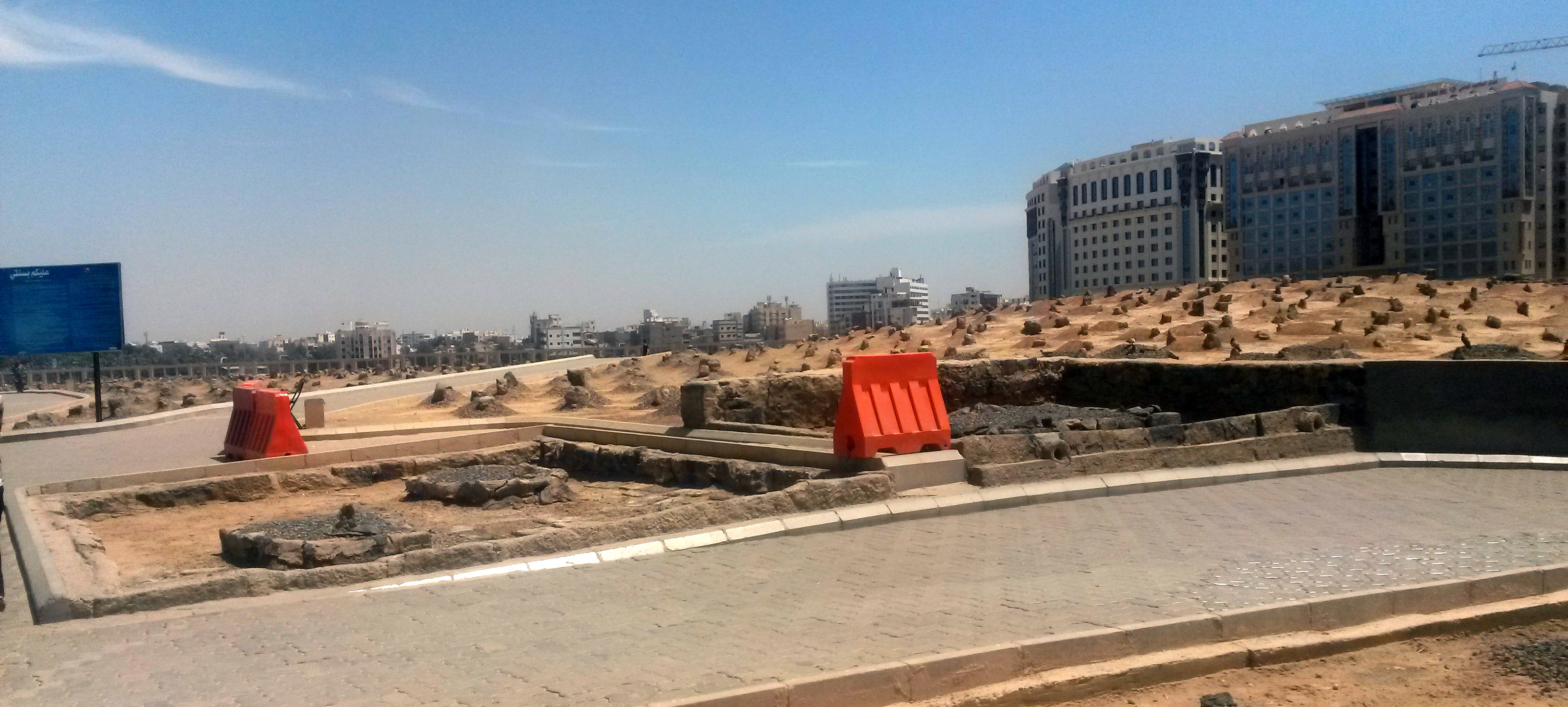
قبور قسمت سمت راست همسران محمد، چپ به راست: جویریه، ام‌سلمه، زینب بنت جحش، زینب بنت خزیمه، سوده، حفصه، صفیه، ام‌حبیبه، عایشه دو قبر سمت چپ عقیل بن ابی‌طالب (چپ) و عبدالله بن جعفر (راست)
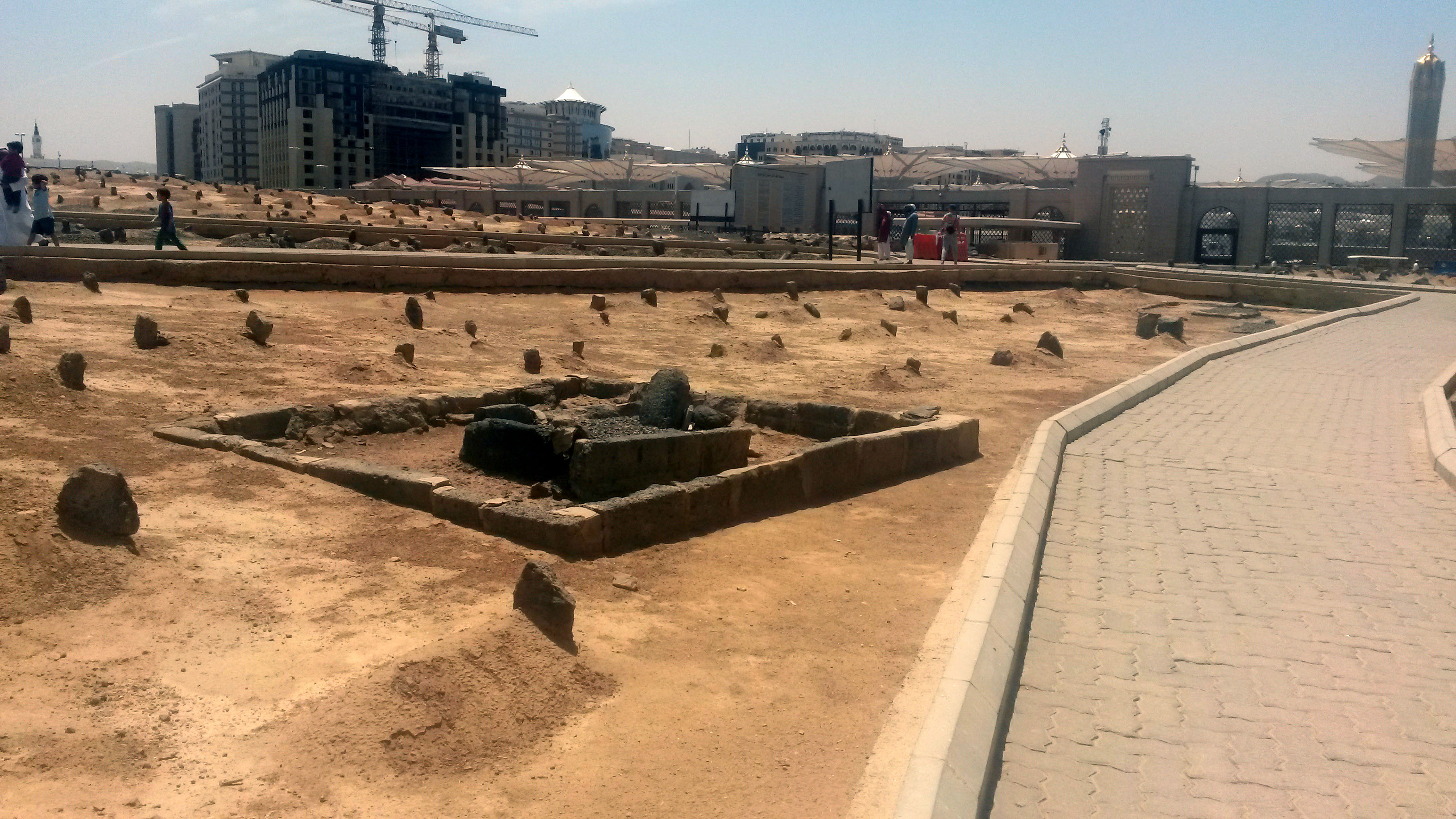
ابراهیم بن محمد
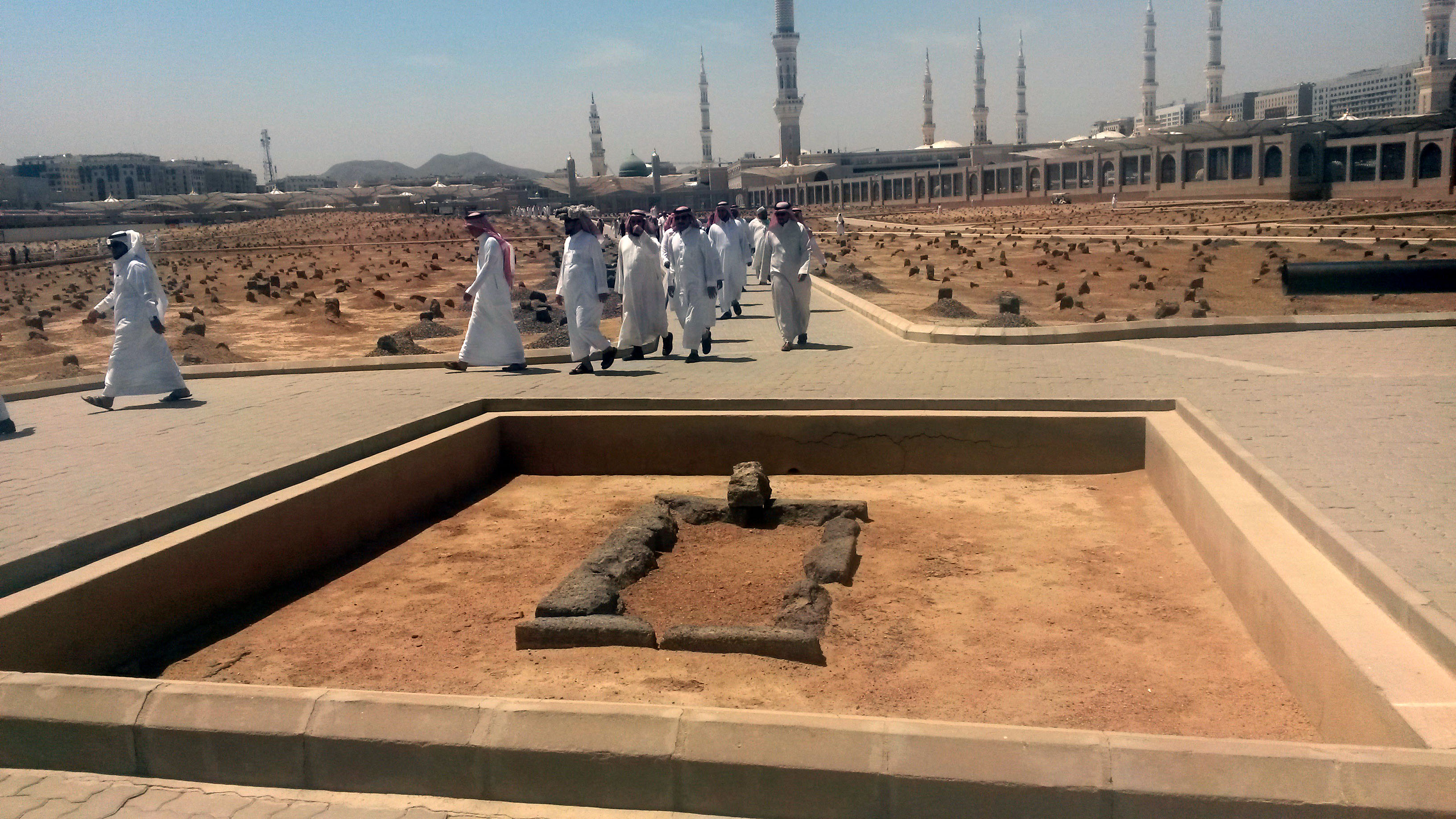
عثمان خلیفه سوم
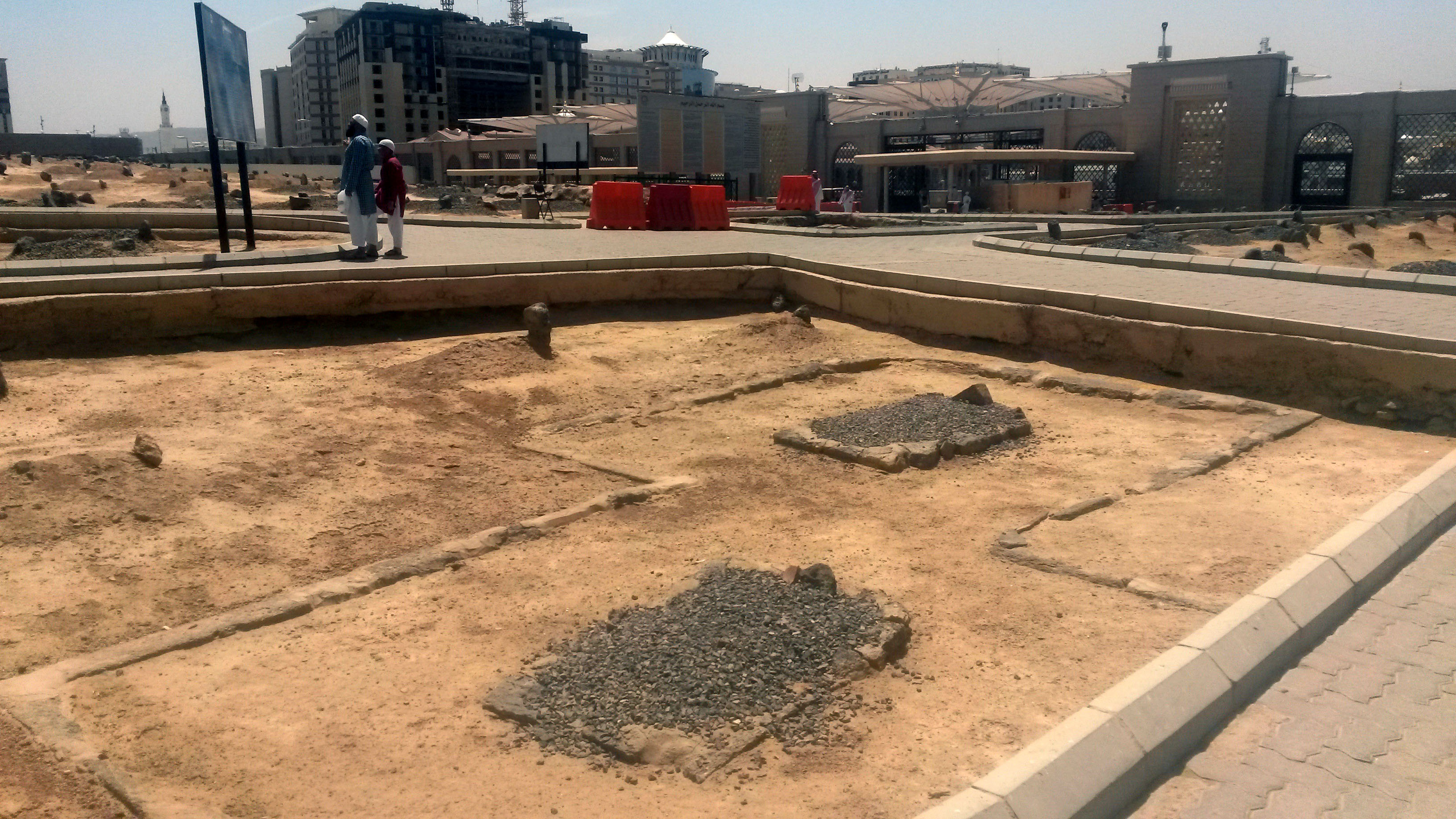
مالک بن انس و نافع مدنی

## پی‌نوشت
1. 1 2 3 4 5 6 7 8 9 10 11 12  Fleet, Kate; Krämer, Gudrun; Matringe, Denis; Nawas, John; Rowson, Everett (eds.). Encyclopaedia of Islam, THREE. Brill Online. ISSN 1873-9830.
2. ↑  تاریخ حرم ائمه بقیع / ص۶۱
3. ↑  Mohammadi, Adeel (2014–2015). "The destruction of Jannat al-Baqi': A case of Wahhabi Iconoclasm" (PDF). Undergraduate Journal of Middle East Studies. Canada (8): 47–56. Archived from the original (PDF) on 2 August 2019. Retrieved 30 July 2016.
4. ↑  "al-Baqīʿ". Encyclopaedia Islamica (Third ed.). 2013. Retrieved 2 September 2016.
5. ↑  "Sahih Muslim 969a, 969b – The Book of Prayer – Funerals – كتاب الجنائز – Sunnah.com – Sayings and Teachings of Prophet Muhammad (صلى الله عليه و سلم)". sunnah.com. Retrieved 2021-02-18.
6. ↑  Ahmed, Irfan. "The Destruction Of The Holy Sites in Mecca and Medina". Islamica Magazine. No. 15. Archived from the original on 13 July 2011. Retrieved 7 September 2016.
7. ↑  "al-Baqīʿ". Encyclopaedia Islamica (Third ed.). 2013. Retrieved 2 September 2016.
8. ↑  "History of the Cemetery Of Jannat Al-Baqi". Al-Islam.org. 23 December 2013. Archived from the original on 10 April 2019. Retrieved 9 September 2016.
9. ↑  "Baqi". The Great Islamic Encyclopedia. Retrieved 9 September 2016.
10. 1 2 3  "al-Baqīʿ". Encyclopaedia Islamica (Third ed.). 2013. Retrieved 2 September 2016.
11. ↑  Mohammadi, Adeel (2014–2015). "The destruction of Jannat al-Baqi': A case of Wahhabi Iconoclasm" (PDF). Undergraduate Journal of Middle East Studies. Canada (8): 47–56. Archived from the original (PDF) on 2 August 2019. Retrieved 30 July 2016.
12. ↑  "The Destruction Heritage in Saudi Arabia" (PDF). The Center for Academic Shi'a Studies. August 2015. Archived from the original (PDF) on 10 April 2019. Retrieved 14 September 2016.
13. ↑  Kramer, Martin (August 1987). "BEHIND THE RIOT IN MECCA". The Washington Institute for Near East Policy. 5: 7.
14. 1 2  "al-Baqīʿ". Encyclopaedia Islamica (Third ed.). 2013. Retrieved 2 September 2016.
15. ↑  Hassan, Sara (27 July 2015). "Protests at Saudi Embassy in Washington". American al-Jazeera. Archived from the original on 25 June 2018. Retrieved 7 September 2016.
16. ↑  «قبور ائمه بقیع چگونه تخریب شد؟». پایگاه خبری افکارنیوز. بایگانی‌شده از اصلی در ۲۸ اوت ۲۰۱۲. دریافت‌شده در ۲۷ اوت ۲۰۱۲.
17. ↑  کرباسی - دائرةالمعارف حسینی.
18. ↑  عباس القمی، سفینة البحار، ج 5، ص 127.
19. ↑  ابن شبه، تاریخ المدینة المنوره، ۱۴۱۰ق، ج۱، ص۱۲۶–۱۲۷.
20. ↑  نجمی، تاریخ حرم ائمه بقیع، ۱۳۸۶ش، ص۳۹۴.
21. ↑  ابن جبیر، رحلة ابن جبیر، ص 174.
22. ↑  جلال معاش، الحسین (ع) والوهّابیّة، ص ٤٥٣.
23. ↑  سفرنامه میرزا محمدحسین فراهانی، ص۲۳۸
24. ↑  رحله ابن جبیر، ص۱۷۳